# Kopua
Kopua – rodzaj ryb z rodziny grotnikowatych (Gobiesocidae).

## Klasyfikacja
Gatunki zaliczane do tego rodzaju:
- Kopua japonica
- Kopua kuiteri
- Kopua nuimata